# Wilhelmshagen-Woltersdorfer Dünenzug
Wilhelmshagen-Woltersdorfer Dünenzug este o arie protejată (arie specială de conservare — SAC, sit de importanță comunitară — SCI) din Germania întinsă pe o suprafață de 187 ha, integral pe uscat.

## Localizare
Centrul sitului Wilhelmshagen-Woltersdorfer Dünenzug este situat la coordonatele 52°26′40″N 13°44′22″E / 52.4444°N 13.7394°E.

## Înființare
Situl Wilhelmshagen-Woltersdorfer Dünenzug a fost declarat sit de importanță comunitară în mai 2004 pentru a proteja 2 specii de animale. Situl a fost protejat și ca arie specială de conservare în decembrie 2009.

## Biodiversitate
Situată în ecoregiunea continentală, aria protejată conține 5 habitate naturale: Vegetație psamofilă uscată cu pășuni deschise de Corynephorus și Agrostis, Pajiști uscate europene, Pajiști calcaroase din nisipuri xerice, Pajiști uscate seminaturale și facies de acoperire cu tufișuri pe substraturi calcaroase (Festuco-Brometalia) (* situri importante pentru orhidee), Păduri acidofile de stejar bătrân cu Quercus robur pe câmpii nisipoase.
La baza desemnării sitului se află mai multe specii protejate:
- păsări (1): șoimul rândunelelor (Falco subbuteo)
- mamifere (1): liliac cârn (Barbastella barbastellus)

Pe lângă speciile protejate, pe teritoriul sitului au mai fost identificate 9 specii de plante, 2 specii de mamifere, 1 specie de nevertebrate, 1 specie de reptile.